# Jean-Kasongo Banza
Jean-Kasongo Banza (* 26. Juni 1974 in Kinshasa; † 7. Juni 2024 ebenda) war ein kongolesischer Fußballspieler.

## Karriere
Der Stürmer begann seine Karriere beim AS Vita Club Kinshasa im Kongo und wechselte 1996 in die Türkei zu Gençlerbirliği Ankara. Weitere Stationen waren Chunnam Dragons und Seongnam Ilhwa Chunma in Südkorea, bevor er 1999 zum VfL Wolfsburg wechselte und elf Spiele in der Fußball-Bundesliga bestritt. In der Folgesaison schloss er sich für kurze Zeit dem MSV Duisburg in der 2. Fußball-Bundesliga an. Ab 2001 spielte der Angreifer in Tunesien für CS Sfaxien und Olympique de Béja.
Mit der Nationalmannschaft des Kongo nahm Kasongo Banza an den Afrikameisterschaften 1996 in Südafrika, 1998 in Burkina Faso und 2000 in Ghana und Nigeria teil.
Jean-Kasongo Banza starb am 7. Juni 2024 an den Folgen einer schweren Krankheit im Alter von 49 Jahren in Kinshasa.